# Nathan Roberts (esquiador)
Nathan Roberts –conocido como Nate Roberts– (Ogden, 24 de marzo de 1982) es un deportista estadounidense que compitió en esquí acrobático, especialista en la prueba de baches.
Ganó dos medallas en el Campeonato Mundial de Esquí Acrobático, oro en 2005 y bronce en 2007.

## Medallero internacional
| Campeonato Mundial | Campeonato Mundial            | Campeonato Mundial | Campeonato Mundial |
| Año                | Lugar                         | Medalla            | Competición        |
| ------------------ | ----------------------------- | ------------------ | ------------------ |
| 2005               | Ruka (Finlandia)              | Medalla de oro     | Baches             |
| 2007               | Madonna di Campiglio (Italia) | Medalla de bronce  | Baches             |